# Bass Rush: ECOGEAR PowerWorm Championship
Bass Rush: ECOGEAR PowerWorm Championship (バスラッシュ～ECOGEAR PowerWorm Championship～) es un videojuego de pesca deportiva desarrollado y publicado por Visco Corporation para Nintendo 64. Únicamente fue distribuido en el mercado japonés, llegando a dicho mercado el 28 de abril de 2000.
- Datos: Q2887309